# Jardín Botánico de Mount Lofty
El Jardín Botánico de Mount Lofty o en inglés: Mount Lofty Botanic Garden, es un jardín botánico público de 97 hectáreas, administrado por el Jardín Botánico de Adelaida, que está localizado en Adelaida, Australia. 
Es miembro del BGCI, y presenta trabajos para la Agenda Internacional para la Conservación en los Jardines Botánicos.
Su código de reconocimiento internacional como institución botánica (en el Botanical Gardens Consevation International BGCI), así como las siglas de su herbario es AD-LO.

## Localización
Se ubica en la ladera de la vertiente este del Mount Lofty en las "Adelaide Hills" al este de Adelaida.
Mount Lofty Botanic Garden-Adelaide Botanic Garden North Terrace GPO Box 1047, Adelaida, SA 5001 South Australia-Australia Meridional, Australia.
Planos y vistas satelitales.34°59′8.52″S 138°43′5.88″E / -34.9857000, 138.7183000
Está abierto al público a lo largo de todo el año.
Junto con el "Wittunga Botanic Garden" es uno de los dos jardines botánicos satelitales pertenecientes al "Adelaide Botanic Garden".

## Historia
Los terrenos del Monte Lofty en donde se ubica el jardín botánico fueron plantados con distintas especies foráneas a partir del año 1952 y fue abierto al público como tal jardín botánico en el año 1977.
El jardín botánico del Monte Lofty, puede ser cerrado al público cuando se predice peligro de incendio con una probabilidad severa, extrema, o catastrófica.

## Colecciones botánicas
Su situación en una altura le permite tener un clima fresco apropiado para muchas plantas que por otro lado no sería su óptimo de desarrollo en los llanos de Adelaida "Adelaide Plains"
Entre sus colecciones son de destacar:
- Flora australiana que representa el 30 % de las colecciones
- Arboreto con árboles de la zona templada tanto del hemisferio Norte como del hemisferio Sur con Aceres, Magnolias, coníferas.
- Colección Thomson, de coníferas enanas
- Colección de arbustos de climas templados, Rhododendron, Syringa, Viburnum, Camellia, Hebe,
- NSRC "National Species Rose Collection", rosaleda con una gran variedad de especies y cultivares.
- Colección de helechos
- Colección de bulbos
- Colección de plantas herbáceas y subalpinas.